# Mike Comrie
Mike Comrie (* 11. září 1980 Edmonton, Alberta) je bývalý kanadský lední hokejista, který hrál NHL. Jeho otec vlastní dřevařskou firmu a díky tomu získal Mike přezdívku The Brick.
Byl vybrán v roce 1999 na celkově 91. místě týmem Edmonton Oilers. Předtím získal několik ocenění v juniorských ligách. Do NHL vstoupil v roce 2000 a ve své první sezóně odehrál 41 zápasů s celkovým počtem 22 bodů. Během prvních třech sezón patřil k ofenzivním oporám a ve 192 zápasech získal 133 bodů, to bylo v období 2001-2003. Poté byl vyměněn do Philadelphie Flyers a ještě v témže roce putoval do Phoenixu Coyotes. V roce 2003 vyhrál mistrovství světa v dresu Kanady. Následovala ještě jedna lepší sezóna v Coyotes v roce 2006 s celkovým počtem 60 bodů. Poté již byl neustále měněn jmenovitě: New York Islanders, Ottawa Senators, zpátky do Edmontonu a kariéru ukončil díky operaci kyčlím v dresu Pittsburghu Penguins. Při výluce NHL v roce 2004/2005 si také zahrál v dresu švédského Farejestadsu BK. Za svou kariéru vydělal okolo 19 miliónů dolarů. Zahrál si celkem v 6 týmech a v 589 zápasech základní části získal 365 bodů za 168 gólů a 197 asistencí. Získal také 443 trestných minut a absolvoval 19 rvaček. V play off odehrál 32 zápasů s počtem 10 bodů (4+6). Celkově odehrál 13 sezón. V poslední sezóně odehrál pouze 21 utkání a vstřelil jen 1 gól. Je vysoký 178 cm a v roce 2010 se oženil s herečkou Hilary Duff v Santa Barbaře. Mají spolu syna.